# Weißer Elefantenorden

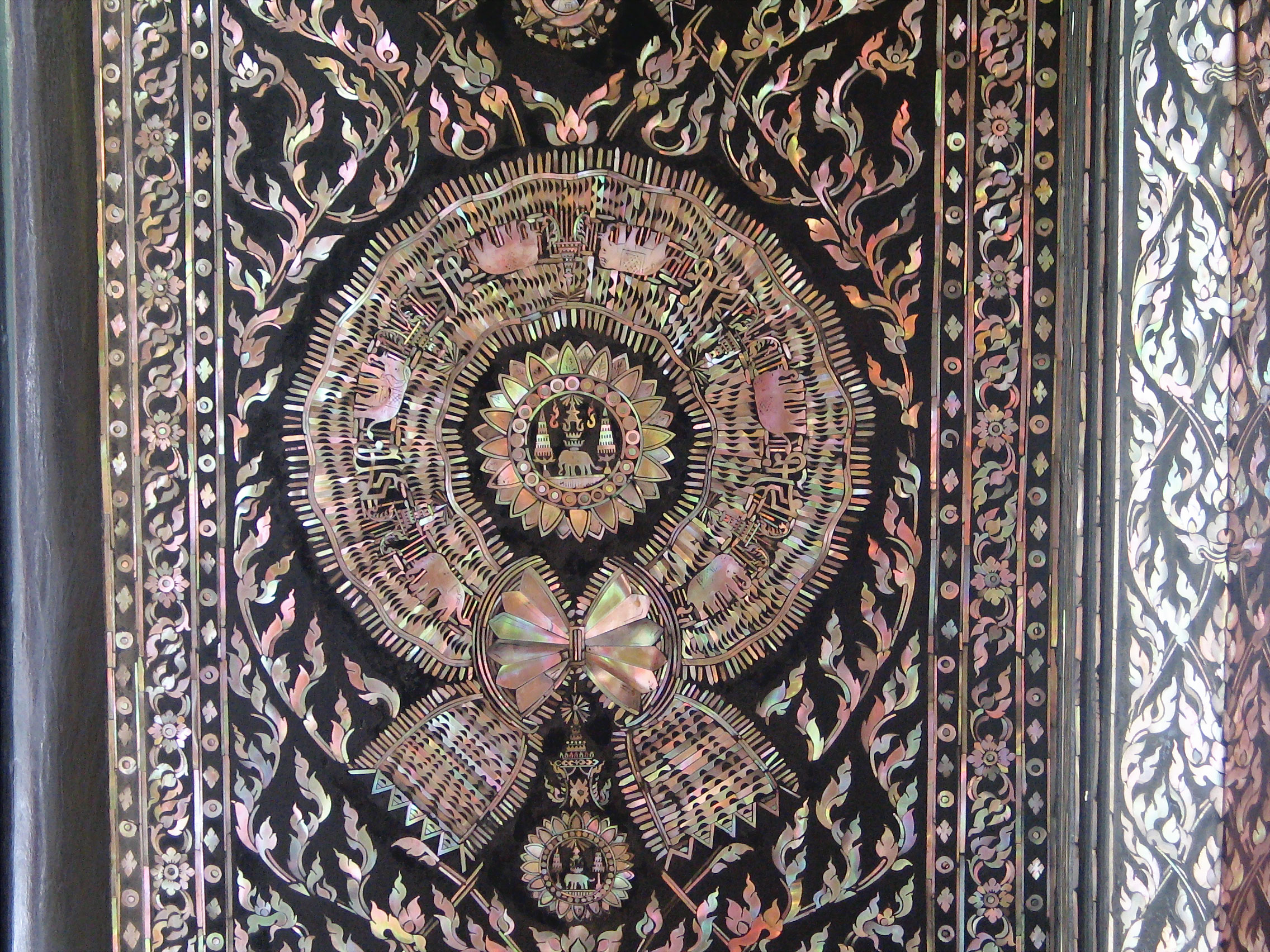
Darstellung des Weißen Elefantenordens, Perlmuttereinlegearbeit, Eingangstür zum Wat Ratchabopit

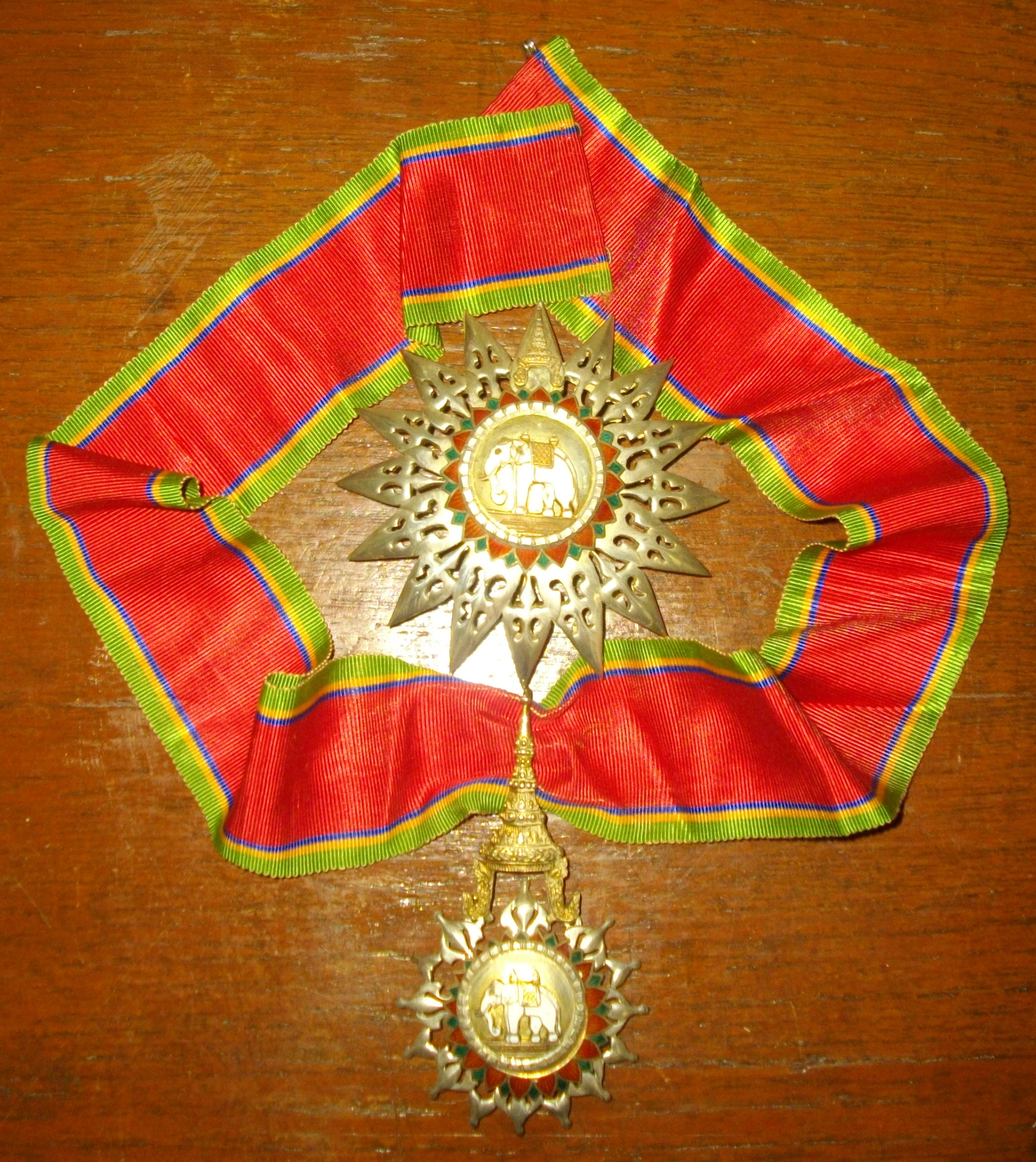
Knight Commander of the Most Exalted Order of the White Elephant

Der Weiße Elefantenorden, vollständig Der sehr hohe Orden des Weißen Elefanten, (thailändisch เครื่องราชอิสริยาภรณ์ อันเป็นที่เชิดชูยิ่ง ช้างเผือก [kʰrɯ̂aŋ.râːt.ìt.sà.rì.jaː.pʰɔːn an.pen.tʰîː t͡ɕʰɤːt.t͡ɕʰuː.jîng t͡ɕʰáːŋ.pʰɯ̀ak], englisch The Most Exalted Order of the White Elephant) ist ein königlich-thailändischer Orden.

## Geschichte
Der Weiße Elefantenorden wurde 1861 als „Moha-Wara-Bohru-Orden“ von König Mongkut als siamesischer Orden gestiftet und 1869 unter dessen Nachfolger Chulalongkorn zum damals höchsten Orden des Landes reorganisiert.

## Insignien
Ursprünglich ohne Schärpe in vier Klassen gestiftet, war die Anzahl der Mitglieder dabei beschränkt:
- Knight Grand Cross auf 23 Mitglieder
- Knight Commander auf 50 Mitglieder
- Commander auf 100 Mitglieder
- Companion auf 200 Mitglieder

Heute wird der Orden in acht Klassen verliehen, einschließlich einer Sonderstufe:
- Knight Grand Cordon of the Most Exalted Order of the White Elephant

Sonderstufe, getragen an einer Schärpe von der linken Schulter zur rechten Hüfte, Bruststern an der linken Brust
Thai: มหาปรมาภรณ์ช้างเผือก
post-nominal: ม.ป.ช.
- Knight Grand Cross of the Most Exalted Order of the White Elephant

1. Klasse, getragen an einer Schärpe von der rechten Schulter zur linken Hüfte, Bruststern an der linken Brust
Thai: ประถมาภรณ์ช้างเผือก
post-nominal: ป.ช.
- Knight Commander of the Most Exalted Order of the White Elephant

2. Klasse, getragen von Herren als Collane, von Damen am Seidenband an der linken Schulter, Bruststern an der linken Brust (Herren und Damen)
Thai: ทวีติยาภรณ์ช้างเผือก
post-nominal: ท.ช.
- Commander of the Most Exalted Order of the White Elephant

3. Klasse, getragen von Herren als Collane, von Damen am Seidenband an der linken Schulter
Thai: ตริตาภรณ์ช้างเผือก
post-nominal: ต.ช.
- Companion of the Most Exalted Order of the White Elephant

4. Klasse, mit einer seidenen Rosette getragen von Herren am Seidenband an der linken Brust, von Damen an der linken Schulter
Thai: จัตุรถาภรณ์ช้างเผือก
post-nominal: จ.ช.
- Member of the Most Exalted Order of the White Elephant

5. Klasse, getragen von Herren am Seidenband an der linken Brust, von Damen an der linken Schulter
Thai: เบญจมาภรณ์ช้างเผือก
post-nominal: บ.ช.
- The Gold Medal of the White Elephant

6. Klasse, mit einer seidenen Rosette getragen von Herren am Seidenband an der linken Brust, von Damen an der linken Schulter
Thai: เหรียญทองช้างเผือก
post-nominal: ร.ท.ช.
- The Silver Medal of the White Elephant

7. Klasse, mit einer seidenen Rosette getragen von Herren am Seidenband an der linken Brust, von Damen an der linken Schulter
Thai: เหรียญเงินช้างเผือก
post-nominal: ร.ง.ช.
Das Ordenszeichen besteht aus einem in mehreren Farben emaillierten, für die Sonderstufe – sowie die Klassen eins bis sechs – goldenen, für die siebte Klassen silbernen Stern, auf dessen runden Mittelschild der weiße Elefant mit bunter Zutat erschien. Das Ordensband ist ziegelrot und wird von einer papageigrünen Berandung durch einen schmalen lichtblauen und einen schwefelgelben Faden getrennt.